# Union sportive fontenaysienne
L'US Fontenay (Union sportive fontenaysienne) est un club omnisports fondé en 1965 et basé à Fontenay-sous-Bois dans le Val-de-Marne en France,.
Il comporte 55 sections sportives dont l'athlétisme, la boxe,le judo, le football, le football américain, le handball, le taekwondo et le tennis de table.
Le club a compté comme membres de haut niveau, Brahim Lahlafi (athlétisme), Blaise Matuidi (football), Gilles Simon (tennis) et Pascal Gentil (taekwondo).

## Sections sportives
Le club regroupe en 2023 cinquante-cinq sections sportives.
- Tennis de table
- Football
- Hockey sur Glace
- Football Américain

### Football
La section football est une des premières créées au club en 1965.
En 1968, elle s'affilie à la Fédération sportive et gymnique du travail (FSGT) puis à la Fédération française de football dès l'année suivante (1969).
Durant les années 1970, la section fusionne avec l'AC Fontenay, un autre club de football de la commune, pour devenir l'actuelle US Fontenay AC.
Blaise Matuidi y a joué en équipes de jeunes de 1993 à 1998.

### Football américain
Le club se dote d'une section de football américain dans les années 1990.
L'équipe des Météores a été créée en 1981 et était alors basée dans la commune de Nogent-sur-Marne.
C'est durant la décennie suivante que le club rejoint l'US Fontenay.

### Tennis de table
Jusqu'à la fin des années 2000, le club de l'ACS Fontenay-sous-Bois ne faisait pas partie de l'US Fontenay.
Les deux clubs de tennis de table fusionnent en 2010 pour former l'US Fontenay.

## Sportifs notables
Quelques sportifs ont été membres du club et ont connu le haut niveau dans leur discipline :
- Blaise Matuidi, footballeur français ayant joué au club de 1993 à 1998 ;
- Mehdi Labdouni, boxeur, champion d’Europe poids plumes en 1994 ;
- Brahim Lahlafi, athlète français ayant remporté en 2000, la médaille de bronze lors aux Jeux olympiques de Sydney en 5 000 m ;
- Gilles Simon, tennisman français ayant été classé 6e à l'ATP en 2009 ayant évolué dans la section tennis de 1990 à 1997 ;
- Pascal Gentil, taekwondoïste français ayant remporté la médaille de bronze aux Jeux olympiques d'été en 2000 et en 2004 ;
- Xavier Charpentier, patineur, champion du monde junior de short track (relai) en 2005[6].